# 田基麻科
田基麻科又名田亚麻科、田基麦科、水叶科、叶芹菜科、叶藏刺科。偶尔被商家称为商品名幌菊科，但并不是真正的玄参科的幌菊属幌菊种植物。只有1属约12种，分布在全球热带和暖温带地区，中国有1种—田基麻 （Hydrolea zeylanica L. Vahl）分布在南方各地。
本科植物为草本或亚灌木，有时具腺毛和针刺；单叶互生，叶小，全缘；花两性，辐射对称，花瓣5；果实为蒴果。生长于水旁甚至水中。